# 萨科河畔皮奥韦
萨科河畔皮奥韦（義大利語：Piove di Sacco），或纯音译为皮奥韦迪萨科，是意大利威尼托大区帕多瓦省的一个市镇。总面积35.63平方公里，人口19109人，人口密度536.3人/平方公里（2009年）。国家统计（ISTAT）代码为028065。